# Leyment
Leyment és un municipi francès situat al departament de l'Ain i a la regió d'Alvèrnia-Roine-Alps. L'any 2007 tenia 1.223 habitants.

## Demografia

### Població
El 2007 la població de fet de Leyment era de 1.223 persones. Hi havia 435 famílies de les quals 82 eren unipersonals (43 homes vivint sols i 39 dones vivint soles), 93 parelles sense fills, 213 parelles amb fills i 47 famílies monoparentals amb fills.
La població ha evolucionat segons el següent gràfic:
Habitants censats

### Habitatges
El 2007 hi havia 467 habitatges, 435 eren l'habitatge principal de la família, 22 eren segones residències i 10 estaven desocupats. 455 eren cases i 10 eren apartaments. Dels 435 habitatges principals, 314 estaven ocupats pels seus propietaris, 107 estaven llogats i ocupats pels llogaters i 14 estaven cedits a títol gratuït; 1 tenia una cambra, 15 en tenien dues, 51 en tenien tres, 135 en tenien quatre i 233 en tenien cinc o més. 351 habitatges disposaven pel capbaix d'una plaça de pàrquing. A 141 habitatges hi havia un automòbil i a 271 n'hi havia dos o més.

### Piràmide de població
La piràmide de població per edats i sexe el 2009 era:
| Homes | Edats   | Dones |
| ----- | ------- | ----- |
| 0     | 95 o +  | 0     |
| 4     | 90 a 94 | 0     |
| 0     | 85 a 89 | 4     |
| 8     | 80 a 84 | 4     |
| 8     | 75 a 79 | 16    |
| 12    | 70 a 74 | 8     |
| 16    | 65 a 69 | 24    |
| 20    | 60 a 64 | 28    |
| 16    | 55 a 59 | 20    |
| 16    | 50 a 54 | 8     |
| 36    | 45 a 49 | 40    |
| 72    | 40 a 44 | 32    |
| 40    | 35 a 39 | 56    |
| 24    | 30 a 34 | 32    |
| 8     | 25 a 29 | 16    |
| 20    | 20 a 24 | 24    |
| 36    | 15 a 19 | 56    |
| 68    | 10 a 14 | 28    |
| 32    | 5 a 9   | 36    |
| 28    | 0 a 4   | 12    |

## Economia
El 2007 la població en edat de treballar era de 830 persones, 634 eren actives i 196 eren inactives. De les 634 persones actives 601 estaven ocupades (332 homes i 269 dones) i 34 estaven aturades (12 homes i 22 dones). De les 196 persones inactives 38 estaven jubilades, 81 estaven estudiant i 77 estaven classificades com a «altres inactius».

### Ingressos
El 2009 a Leyment hi havia 440 unitats fiscals que integraven 1.251 persones, la mediana anual d'ingressos fiscals per persona era de 19.349 €.

### Activitats econòmiques
Dels 42 establiments que hi havia el 2007, 2 eren d'empreses alimentàries, 4 d'empreses de fabricació d'altres productes industrials, 6 d'empreses de construcció, 15 d'empreses de comerç i reparació d'automòbils, 4 d'empreses de transport, 2 d'empreses d'hostatgeria i restauració, 1 d'una empresa financera, 2 d'empreses immobiliàries, 5 d'empreses de serveis i 1 d'una empresa classificada com a «altres activitats de serveis».
Dels 12 establiments de servei als particulars que hi havia el 2009, 3 eren tallers de reparació d'automòbils i de material agrícola, 1 taller d'inspecció tècnica de vehicles, 1 paleta, 4 lampisteries, 1 electricista i 2 restaurants.
Dels 4 establiments comercials que hi havia el 2009, 1 era una botiga de més de 120 m², 1 una botiga de menys de 120 m², 1 una botiga d'electrodomèstics i 1 una botiga de material de revestiment de parets i terra.
L'any 2000 a Leyment hi havia 10 explotacions agrícoles que ocupaven un total de 564 hectàrees.

## Equipaments sanitaris i escolars
El 2009 hi havia una escola elemental. Leyment disposava d'un col·legi d'educació secundària amb 617 alumnes.

## Poblacions més properes
El següent diagrama mostra les poblacions més properes.